# Morte e funerali di Stato di Raúl Alfonsín

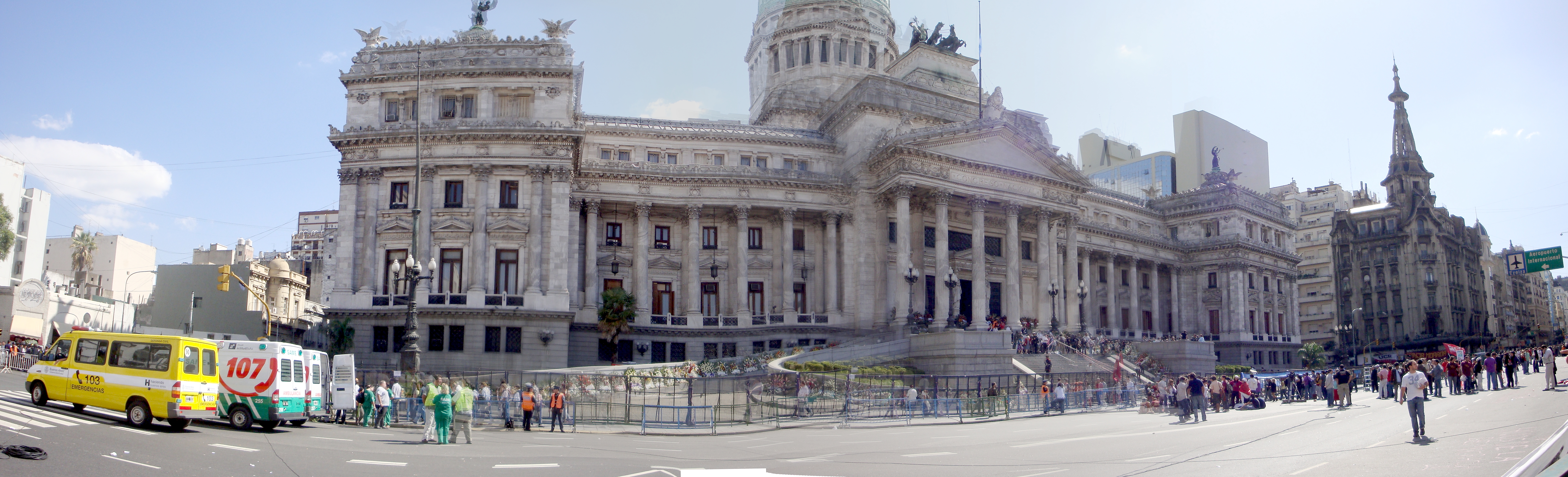
Folla fuori dal Congresso nazionale durante la veglia funebre

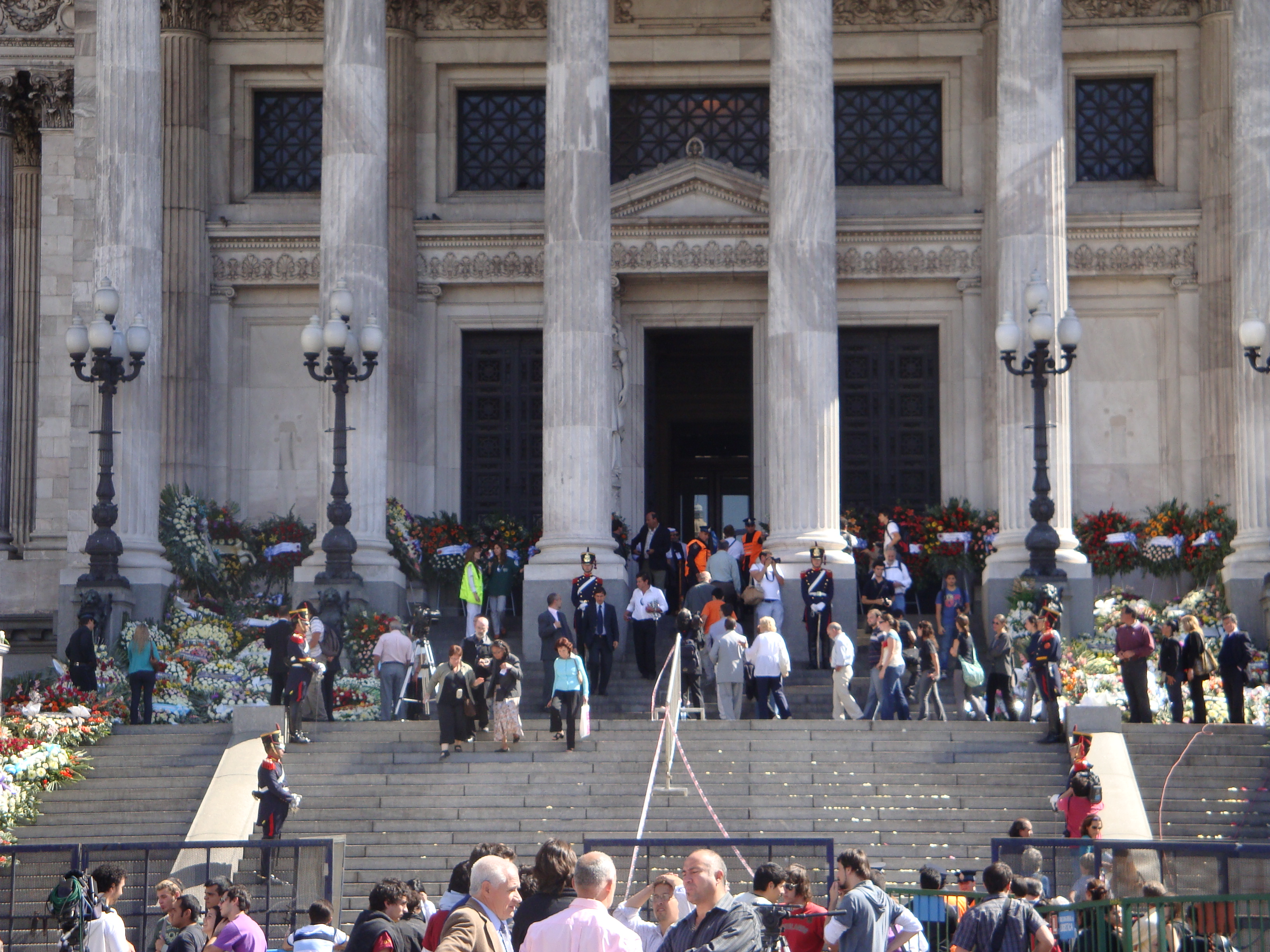
Composizioni floreali sui gradini del Congresso.

Il funerale di Raúl Alfonsín ha avuto luogo il 1° aprile 2009, dopo la morte dell'ex presidente, avvenuta all'età di 82 anni il 31 marzo a causa di un cancro ai polmoni e dopo che la sua salute era stata aggravata, negli ultimi giorni, da una polmonite broncoaspirativa.

## Funerale
Il governo argentino, guidato in quel momento dal vicepresidente, Julio Cobos, ha dichiarato tre giorni di lutto nazionale per la sua morte. Le sue spoglie sono state deposte per il commiato dalle prime ore del 1º aprile 2009 nella Sala Azzurra del Congresso nazionale. Oltre alle autorità e ai politici di diversi partiti, circa 80.000 persone hanno dovuto attendere in coda per cinque o sei ore. Tra le autorità politiche che hanno preso parte alla cerimonia c'erano gli ex presidenti Carlos Menem, Eduardo Duhalde, Fernando de la Rúa e Néstor Kirchner. La presidente Cristina Fernández non ha potuto partecipare perché impegnata nel vertice del G20 a Londra, ma ha comunque espresso le sue condoglianze. Il giorno seguente, le spoglie sono state trasportate su un carro militare scortato dal Reggimento Granatieri a Cavallo al Cimitero della Recoleta a Buenos Aires. I resti dell'ex presidente riposarono provvisoriamente nel pantheon dei caduti della Rivoluzione del Parco fino al 16 maggio, quando furono trasferiti in un sito appositamente costruito in marmo grigio e beige, dove c'è una croce in alto e una vetrata luminosa attraverso la quale entra una luce fioca.
Sul marmo è incisa la frase del preambolo della Costituzione nazionale che era solito ripetere durante la campagna presidenziale, come sintesi delle sue intenzioni e del suo lascito:

## Reazioni internazionali
La morte di Alfonsín ha anche suscitato rammarico a livello internazionale. Perù e Paraguay hanno dichiarato rispettivamente uno e tre giorni di lutto nazionale, mentre i presidenti di Brasile, Bolivia, Colombia, Nicaragua e Cile hanno inviato le loro condoglianze. Il presidente uruguaiano Tabaré Vázquez ha visitato il Congresso, così come gli ex presidenti stranieri Julio María Sanguinetti dell'Uruguay, Fernando Henrique Cardoso e José Sarney del Brasile. Condoglianze sono arrivate anche dalla Spagna da parte del presidente José Luis Rodríguez Zapatero e del leader del Partito Popolare Mariano Rajoy, così come dall'OSA e dagli Stati Uniti. Il presidente degli Stati Uniti Barack Obama ha inviato una lettera a Cristina Fernández in cui ha scritto:
.
Infine, in sua memoria è stata celebrata una messa nella Città del Vaticano.

## Conseguenze
I funerali di Raúl Alfonsín si svolsero pochi mesi prima delle elezioni parlamentari argentine del 2009. La sua morte influenzò la campagna elettorale, portando a un aumento dell'intenzione di voto per l'Unione Civica Radicale da 15 a 24 punti. Gli analisti politici hanno interpretato questo fatto come un'approvazione della condotta politica di Alfonsín, che tendeva alla negoziazione e alla costruzione del consenso.